# Puya venusta

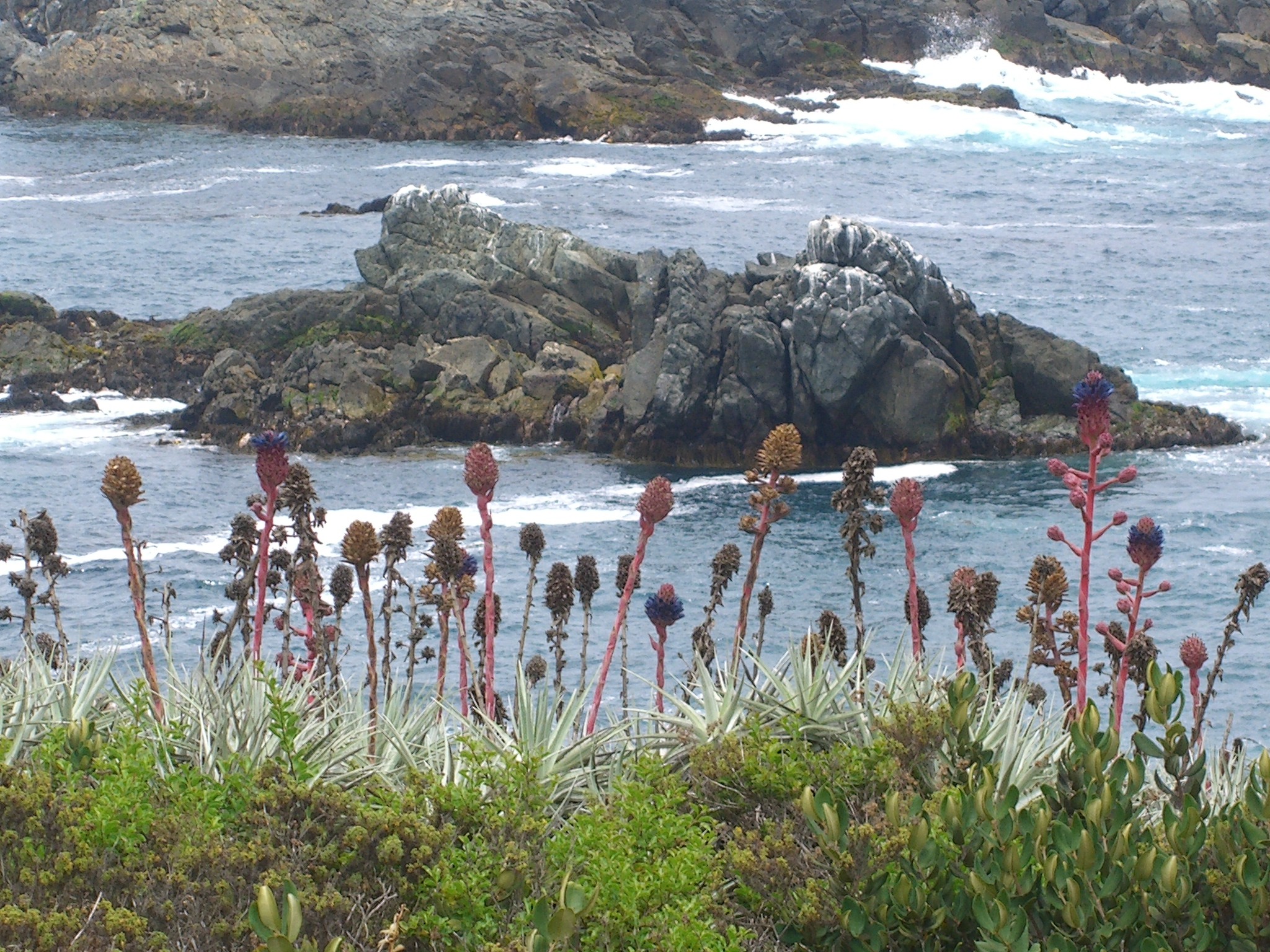
Al seu hàbitat

Puya venusta és una espècie de planta de la família de les Bromeliàcies. És una planta que aconsegueix arribar a mesurar fins a 1,5 m d'alçada incloent-hi l'escap floral. Les fulles estan distribuïdes en forma de roseta i són linears, amb els marges espinosos, de color platejat. Les flors es distribueixen densament en espigues compostes terminals. Les flors tenen 6 tèpals blaus.
Aquesta és una planta rara trobada en algunes parts de Xile, incloses Zapallar, Los Molles, Los Vilos. Els inques feien teixits de Puya que eren multicolors. Per això el Camí Inca de la Costa era anomenat "los Puyeros" o "Polleros".

## Taxonomia
Puya venusta va ser descrita per (Baker) Phil. i publicada a Anales de la Universidad de Chile 91: 613. 1895.

### Etimologia
- Puya: nom genèric que ha estat pres del nom comú maputxe que significa "punt, pic".
- venusta: epítet llatí que significa "encantadora".[3]

### Sinonímia
- Puya coquimbensis Mez
- Pitcairnia sphaerocephala Baker
- Pitcairnia venusta Baker
- Puya gaudichaudii Mez[4]